# Mamamoo/Diskografie
Diese Diskografie ist eine Übersicht über die musikalischen Werke der südkoreanischen Girlgroup Mamamoo. Den Schallplattenauszeichnungen zufolge hat sie bisher mehr als 2,5 Millionen Tonträger verkauft. Ihre erfolgreichste Veröffentlichung ist die Single Starry Night (별이 빛나는 밤) mit über 2,5 Millionen verkauften Einheiten.

## Alben

### Studioalben
| Jahr                 | Titel Musiklabel                                                               | Höchstplatzierung, Gesamtwochen, AuszeichnungChartplatzierungen (Jahr, Titel, Musiklabel, Platzierungen, Wochen, Auszeichnungen, Anmerkungen) | Höchstplatzierung, Gesamtwochen, AuszeichnungChartplatzierungen (Jahr, Titel, Musiklabel, Platzierungen, Wochen, Auszeichnungen, Anmerkungen) | Anmerkungen                             |
| Jahr                 | Titel Musiklabel                                                               | KR | JP | Anmerkungen                             |
| -------------------- | ------------------------------------------------------------------------------ | --- | --- | --------------------------------------- |
| Südkoreanische Alben |                                                                                | | |                                         |
|                      |                                                                                | | |                                         |
| 2016                 | Melting Rainbowbridge World + CJ E&M                                           | KR2 (64 Wo.)KR | — | Erstveröffentlichung: 26. Februar 2016  |
| 2019                 | Reality in Black Rainbowbridge World + Kakao M                                 | KR1 (31 Wo.)KR | — | Erstveröffentlichung: 14. November 2019 |
| Japanische Alben     |                                                                                | | |                                         |
|                      |                                                                                | | |                                         |
| 2019                 | 4colors Rainbowbridge World + Victor Entertainment                             | — | JP14 (2 Wo.)JP | Erstveröffentlichung: 7. August 2019    |
| 2020                 | Reality in Black -Japanese Edition- Rainbowbridge World + Victor Entertainment | — | JP27 (5 Wo.)JP | Erstveröffentlichung: 11. März 2020     |
| 2021                 | Travel -Japan Edition- Rainbowbridge World + Kakao Entertainment               | — | JP4 (11 Wo.)JP | Erstveröffentlichung: 3. Februar 2021   |

### Kompilationen
| Jahr | Titel Musiklabel                                                   | Höchstplatzierung, Gesamtwochen, AuszeichnungChartplatzierungen (Jahr, Titel, Musiklabel, Platzierungen, Wochen, Auszeichnungen, Anmerkungen) | Höchstplatzierung, Gesamtwochen, AuszeichnungChartplatzierungen (Jahr, Titel, Musiklabel, Platzierungen, Wochen, Auszeichnungen, Anmerkungen) | Anmerkungen                              |
| Jahr | Titel Musiklabel                                                   | KR | JP | Anmerkungen                              |
| ---- | ------------------------------------------------------------------ | --- | --- | ---------------------------------------- |
| 2021 | I Say Mamamoo: The Best Rainbowbridge World + Victor Entertainment | KR8 (3 Wo.)KR | JP37 (5 Wo.)JP | Erstveröffentlichung: 15. September 2021 |

### EPs
| Jahr | Titel Musiklabel                                       | Höchstplatzierung, Gesamtwochen, AuszeichnungChartplatzierungen (Jahr, Titel, Musiklabel, Platzierungen, Wochen, Auszeichnungen, Anmerkungen) | Höchstplatzierung, Gesamtwochen, AuszeichnungChartplatzierungen (Jahr, Titel, Musiklabel, Platzierungen, Wochen, Auszeichnungen, Anmerkungen) | Anmerkungen                             |
| Jahr | Titel Musiklabel                                       | KR | JP | Anmerkungen                             |
| ---- | ------------------------------------------------------ | --- | --- | --------------------------------------- |
| 2014 | Hello Rainbowbridge World + CJ E&M                     | KR19 (42 Wo.)KR | — | Erstveröffentlichung: 18. Juni 2014     |
| 2014 | Piano Man Rainbowbridge World + CJ E&M                 | KR8 (28 Wo.)KR | — | Erstveröffentlichung: 21. November 2014 |
| 2015 | Pink Funky Rainbowbridge World + CJ E&M                | KR6 (62 Wo.)KR | — | Erstveröffentlichung: 19. Juni 2015     |
| 2016 | Memory Rainbowbridge World + CJ E&M                    | KR3 (23 Wo.)KR | — | Erstveröffentlichung: 7. November 2016  |
| 2017 | Purple Rainbowbridge World + CJ E&M                    | KR2 (36 Wo.)KR | — | Erstveröffentlichung: 22. Juni 2017     |
| 2018 | Yellow Flower Rainbowbridge World + LOEN Entertainment | KR1 (66 Wo.)KR | — | Erstveröffentlichung: 7. März 2018      |
| 2018 | Red Moon Rainbowbridge World + Kakao M                 | KR3 (79 Wo.)KR | — | Erstveröffentlichung: 16. Juli 2018     |
| 2018 | Blue;S Rainbowbridge World + Kakao M                   | KR7 (53 Wo.)KR | — | Erstveröffentlichung: 29. November 2018 |
| 2019 | White Wind Rainbowbridge World + Kakao M               | KR1 (53 Wo.)KR | — | Erstveröffentlichung: 14. März 2019     |
| 2020 | Travel Rainbowbridge World + Kakao M                   | KR2 (10 Wo.)KR | — | Erstveröffentlichung: 3. November 2020  |
| 2021 | WAW Rainbowbridge World + Kakao Entertainment          | KR5 (6 Wo.)KR | JP17 (4 Wo.)JP | Erstveröffentlichung: 2. Juni 2021      |
| 2022 | Mic On Rainbowbridge World                             | KR7 (4 Wo.)KR | — | Erstveröffentlichung: 11. Oktober 2022  |

## Singles
| Jahr | Titel Album                                                       | Höchstplatzierung, Gesamtwochen, AuszeichnungChartplatzierungen (Jahr, Titel, Album, Platzierungen, Wochen, Auszeichnungen, Anmerkungen) | Höchstplatzierung, Gesamtwochen, AuszeichnungChartplatzierungen (Jahr, Titel, Album, Platzierungen, Wochen, Auszeichnungen, Anmerkungen) | Anmerkungen                                                           |
| Jahr | Titel Album                                                       | KR | JP | Anmerkungen                                                           |
| --- | ----------------------------------------------------------------- | --- | --- | --------------------------------------------------------------------- |
| Südkoreanische Singles |                                                                   | | |                                                                       |
| |                                                                   | | |                                                                       |
| 2014 | Don’t Be Happy (행복하지마) Hello                                 | KR20 (6 Wo.)KR | — | feat. Bumkey Verkäufe: + 160.702                                      |
| 2014 | Peppermint Chocolate (썸남썸녀) Hello                             | KR8 (13 Wo.)KR | — | feat. K.Will + Wheesung Verkäufe: + 504.514                           |
| 2014 | Heeheehaheho (히히하헤호) Hello                                   | KR50 (2 Wo.)KR | — | feat. Geeks Verkäufe: + 81.914                                        |
| 2014 | Mr. Ambiguous (Mr. 애매모호) Hello                                | KR19 (12 Wo.)KR | — | Verkäufe: + 446.203                                                   |
| 2014 | Piano Man                                                         | KR41 (14 Wo.)KR | — | Verkäufe: + 309.109                                                   |
| 2015 | Ahh Oop! (아훕!) Pink Funky                                       | KR62 (2 Wo.)KR | — | feat. Esna Verkäufe: + 50.217                                         |
| 2015 | Um Oh Ah Yeh (음오아예) Pink Funky                                | KR3 (24 Wo.)KR | — | Verkäufe: + 1.188.720                                                 |
| 2016 | I Miss You Melting                                                | KR7 (14 Wo.)KR | — | Verkäufe: + 812.937                                                   |
| 2016 | Taller Than You (1cm의 자존심) Melting                            | KR5 (12 Wo.)KR | — | Verkäufe: + 485.062                                                   |
| 2016 | You’re the Best (넌 is 뭔들) Melting                              | KR1 (29 Wo.)KR | — | Verkäufe: + 1.428.938                                                 |
| 2016 | New York Memory                                                   | KR9 (6 Wo.)KR | — | Verkäufe: + 252.021                                                   |
| 2016 | Décalcomanie (데칼코마니) Memory                                  | KR2 (42 Wo.)KR | — | Verkäufe: + 1.779.057                                                 |
| 2017 | Yes I Am (나로 말할 것 같으면) Purple                             | KR2 (18 Wo.)KR | — | Verkäufe: + 1.110.353                                                 |
| 2018 | Paint Me (칠해줘) Yellow Flower                                   | KR32 (3 Wo.)KR | — | Erstveröffentlichung: 4. Januar 2018                                  |
| 2018 | Starry Night (별이 빛나는 밤) Yellow Flower                       | KR2 Platin (Download) + Platin (Streaming) · (54 Wo.)KR                                                                                  | — | Erstveröffentlichung: 7. März 2018 Verkäufe: + 2.500.000              |
| 2018 | Rainy Season (장마) Red Moon                                      | KR2 (10 Wo.)KR | — | Erstveröffentlichung: 1. Juli 2018                                    |
| 2018 | Egotistic (너나 해) Red Moon                                      | KR4 (38 Wo.)KR | — | Erstveröffentlichung: 16. Juli 2018                                   |
| 2018 | Wind Flower Blue;S                                                | KR9 (17 Wo.)KR | — | Erstveröffentlichung: 29. November 2018                               |
| 2019 | Gogobebe (고고베베) White Wind                                    | KR5 (27 Wo.)KR | — | Erstveröffentlichung: 14. März 2019                                   |
| 2019 | Hip Reality in Black                                              | KR4 Platin (Streaming) · (71 Wo.)KR | JP— Gold (Streaming)JP | Erstveröffentlichung: 14. November 2019                               |
| 2020 | Dingga (딩가딩가) Travel                                          | KR7 (39 Wo.)KR | — | Erstveröffentlichung: 20. Oktober 2020                                |
| 2020 | Aya Travel                                                        | KR37 (14 Wo.)KR | — | Erstveröffentlichung: 3. November 2020                                |
| 2021 | Where Are We Now WAW                                              | KR93 (3 Wo.)KR | — | Erstveröffentlichung: 2. Juni 2021                                    |
| 2021 | Mumumumuch (하늘 땅 바다만큼) I Say Mamamoo: The Best             | KR102 (2 Wo.)KR | — | Erstveröffentlichung: 15. September 2021                              |
| 2022 | Illella (일낼라) Mic On                                           | KR67 (2 Wo.)KR | — | Erstveröffentlichung: 11. Oktober 2022                                |
| Japanische Singles |                                                                   | | |                                                                       |
| |                                                                   | | |                                                                       |
| 2018 | Decalcomanie -Japanese ver.- 4colors                              | — | JP11 (3 Wo.)JP | Erstveröffentlichung: 3. Oktober 2018                                 |
| 2019 | Wind Flower -Japanese ver.- 4colors                               | — | JP16 (2 Wo.)JP | Erstveröffentlichung: 6. Februar 2019                                 |
| Folgende Lieder erschienen nicht als Single, wurden aber durch das Album zum Download und Streaming bereitgestellt und konnten somit eine Platzierung erlangen: |                                                                   | | |                                                                       |
| |                                                                   | | |                                                                       |
| 2014 | Love Lane Piano Man                                               | KR26 (7 Wo.)KR | — | Promo-Single; Marriage, Not Dating (TV-Serie) Verkäufe: + 258.148     |
| 2014 | This Song (이 노래) –                                             | KR54 (2 Wo.)KR | — | Promo-Single; My Lovely Girl (TV-Serie) Verkäufe: + 73.773            |
| 2015 | Stand Up Show Me the Money 4                                      | KR21 (7 Wo.)KR | — | Basick feat. Mamamoo                                                  |
| 2015 | Girl Crush Melting                                                | KR13 (7 Wo.)KR | — | Innisia Nest (Videospiel) Verkäufe: + 320.102                         |
| 2015 | My Everything (내눈속엔너) –                                      | KR87 (1 Wo.)KR | — | Promo-Single; Spy (TV-Serie) Verkäufe: + 27.385                       |
| 2015 | Like Yesterday (어제처럼) –                                       | KR53 (1 Wo.)KR | — | Two Yoo Project Sugar Man (TV-Serie) Verkäufe: + 33.185               |
| 2016 | Woo Hoo (기대해도 좋은 날) Memory                                 | KR15 (4 Wo.)KR | — | Promo-Single; LG G5 And Friends (Smartphone) Verkäufe: + 191.708      |
| 2016 | Words Don’t Come Easy (우리끼리) Melting                          | KR81 (2 Wo.)KR | — | Verkäufe: + 52.200                                                    |
| 2016 | Friday Night (금요일밤) Melting                                   | KR37 (3 Wo.)KR | — | Verkäufe: + 102.188                                                   |
| 2016 | My Hometown (고향이) Melting                                      | KR115 (2 Wo.)KR | — | Verkäufe: + 24.000                                                    |
| 2016 | Emotion Melting                                                   | KR88 (1 Wo.)KR | — | Verkäufe: + 30.004                                                    |
| 2016 | Funky Boy Melting                                                 | KR116 (2 Wo.)KR | — | Verkäufe: + 24.000                                                    |
| 2016 | Recipe (나만의) Melting                                           | KR123 (2 Wo.)KR | — | Verkäufe: + 22.000                                                    |
| 2016 | Cat Fight (고양이) Melting                                        | KR128 (2 Wo.)KR | — | Verkäufe: + 22.700                                                    |
| 2016 | Just Melting                                                      | KR124 (2 Wo.)KR | — | Verkäufe: + 23.000                                                    |
| 2016 | Memory (그리고 그리고 그려봐) Memory                              | KR83 (1 Wo.)KR | — | Verkäufe: + 27.988                                                    |
| 2016 | Moderato Memory                                                   | KR99 (1 Wo.)KR | — | feat. Hash Swan Verkäufe: + 25.748                                    |
| 2016 | Angel Memory                                                      | KR26 (2 Wo.)KR | — | gesungen von Solar & Wheein Verkäufe: + 80.597                        |
| 2016 | Dab Dab Memory                                                    | KR68 (1 Wo.)KR | — | gesungen von Moonbyul & Hwasa Verkäufe: + 31.040                      |
| 2016 | I Love Too (놓지 않을게) Memory                                   | KR89 (1 Wo.)KR | — | Verkäufe: + 26.823                                                    |
| 2017 | Finally Purple                                                    | KR41 (2 Wo.)KR | — | Verkäufe: + 72.717                                                    |
| 2017 | Love & Hate (구차해) Purple                                       | KR49 (2 Wo.)KR | — | Moonbyul Solo Verkäufe: + 61.384                                      |
| 2017 | Aze Gag (아재개그) Purple                                         | KR19 (6 Wo.)KR | — | feat. Kim Dae-hee & Kim Joon-ho Verkäufe: + 225.328                   |
| 2017 | Da Ra Da (다라다) Purple                                          | KR76 (1 Wo.)KR | — | gesungen von Wheein; feat. Jeff Bernat & B.O. Verkäufe: + 30.950      |
| 2017 | LOVE Goblin OST Part 13                                           | KR6 (10 Wo.)KR | — | Promo-Single; Goblin (TV-Serie) Verkäufe: + 323.676                   |
| 2017 | Double Trouble Couple Strong Girl Bong-soon OST                   | KR44 (2 Wo.)KR | — | Promo-Single; Strong Woman Do Bong-soon (TV-Serie) Verkäufe: + 60.728 |
| 2017 | Open Your Mind (마음아 열려라) –                                  | — | — | Man to Man (TV-Serie) Verkäufe: + 18.594                              |
| 2018 | Star Wind Flower Sun (별 바람 꽃 태양) Yellow Flower              | KR51 (4 Wo.)KR | — |                                                                       |
| 2018 | Midnight Summer Dream (여름밤의 꿈) Red Moon                      | KR92 (1 Wo.)KR | — |                                                                       |
| 2018 | Everyday (매일봐요) –                                             | KR85 (2 Wo.)KR | — | Promo-Single; Werbetitel für Maeil Bio Joghurt                        |
| 2018 | You in the Dream (꿈 속의 그대) Suits OST Part 3                  | — | — | Suits (TV-Serie)                                                      |
| 2019 | Waggy (쟤가 걔야) White Wind                                      | KR131 (2 Wo.)KR | — | Charteinstieg: 21. März 2019                                          |
| 2019 | Where R U White Wind                                              | KR143 (1 Wo.)KR | — | Charteinstieg: 21. März 2019                                          |
| 2019 | 25 White Wind                                                     | KR183 (1 Wo.)KR | — | Charteinstieg: 21. März 2019 Wheein Solo                              |
| 2019 | Bad Bye White Wind                                                | KR190 (1 Wo.)KR | — | Charteinstieg: 21. März 2019                                          |
| 2019 | Destiny (우린 결국 다시 만날 운명이었지) Queendom Finale Comeback | KR68 (6 Wo.)KR | — | Erstveröffentlichung: 25. Oktober 2019                                |
| 2019 | Ten Nights (열 밤) Reality in Black                               | KR194 (1 Wo.)KR | — | Erstveröffentlichung: 14. November 2019                               |
| 2019 | Wow Search: WWW OST Part 5                                        | KR111 (5 Wo.)KR | — | Promo-Single; Search: WWW (TV-Serie)                                  |
| 2019 | Gleam (다 빛이나) –                                               | KR89 (3 Wo.)KR | — | Promo-Single; Single für Davich Optical                               |
| 2020 | I Miss You (자꾸 더 보고싶은 사람) Dr. Romantic 2 OST             | KR101 (2 Wo.)KR | — | Promo-Single                                                          |
| 2020 | Wanna Be Myself (나는 안다르다) Travel                            | KR93 (2 Wo.)KR | — | Promo-Single                                                          |

## Musikvideos
| Jahr | Titel                                          | Regisseur(e)                                         |
| ---- | ---------------------------------------------- | ---------------------------------------------------- |
| 2014 | Don’t Be Happy" (mit Bumkey)                   | Min Oh                                               |
| 2014 | Peppermint Chocolate (mit K.Will und Wheesung) | Min Oh                                               |
| 2014 | Mr. Ambiguous                                  | Min Oh                                               |
| 2014 | Piano Man                                      | Metaoloz                                             |
| 2015 | Ahh Oop! (mit Esna)                            | Digipedi                                             |
| 2015 | Um Oh Ah Yeh                                   | Purple Straw Film                                    |
| 2015 | Stand Up (mit Basick)                          | Unbekannt                                            |
| 2015 | Girl Crush                                     | Unbekannt                                            |
| 2016 | Taller Than You                                | Vegetarian Pitbull                                   |
| 2016 | You’re the Best                                | Purple Straw Film                                    |
| 2016 | Recipe                                         | Unbekannt                                            |
| 2016 | My Hometown                                    | Unbekannt                                            |
| 2016 | Woo Hoo                                        | Purple Straw Film                                    |
| 2016 | New York                                       | Hong Won Ki (Zanybros)                               |
| 2016 | I Love Too                                     | Hong Won Ki (Zanybros)                               |
| 2016 | Décalcomanie                                   | Hong Won Ki (Zanybros)                               |
| 2016 | Memory                                         | Unbekannt                                            |
| 2017 | Aze Gag                                        | Hong Won Ki (Zanybros)                               |
| 2017 | Yes I Am                                       | Hong Won Ki (Zanybros)                               |
| 2018 | Paint me                                       | Hong Won Ki (Zanybros)                               |
| 2018 | Star Wind Flower Sun                           | Hong Won Ki (Zanybros)                               |
| 2018 | Starry Night                                   | Hong Won Ki (Zanybros)                               |
| 2018 | Everyday                                       | Hor Jaewon, Kim Jiyoung (RBW)                        |
| 2018 | Sky Sky                                        | Hor Jaewon, Kim Jiyoung (RBW)                        |
| 2018 | Egotistic                                      | Hong Won Ki (Zanybros)                               |
| 2018 | Wind Flower                                    | Hong Won Ki, Lee Haejin (Zanybros)                   |
| 2019 | gogobebe                                       | Hong Won Ki, Park Seong Won (Zanybros)               |
| 2019 | Gleam                                          | Kim Sung Joo (핀츨리로드, 꾸욱꾸욱)                  |
| 2019 | HIP                                            | Hong Won Ki, Bae Myeong Hyun (Zanybros)              |
| 2020 | Wanna Be Myself                                | Hong Won-ki, Lee Haejin (Zanybros)                   |
| 2020 | Dingga                                         | Hong Won-ki, Park Sangwon (Zanybros)                 |
| 2020 | AYA                                            | Hong Won-ki, Bae Myounghyun, Park Sangwon (Zanybros) |
| 2021 | Where Are We Now                               | Hobin (ein HOBIN film)                               |
| 2021 | mumumumuch                                     | Yoo Sungkyun (Sunny Visual)                          |
| 2022 | Illella                                        | Bae Myounghyun (Zanybros)                            |
| 2022 | (1, 2, 3 Eoi!) (하나둘셋 어이!)                | Bae Myounghyun (Zanybros)                            |

## Statistik

### Chartauswertung
|                     | KR     | JP    |
| ------------------- | ------ | ----- |
| Nummer-eins-Alben   | KR3KR  | JP—JP |
| Top-10-Alben        | KR14KR | JP1JP |
| Alben in den Charts | KR15KR | JP5JP |

|                       | KR     | JP    |
| --------------------- | ------ | ----- |
| Nummer-eins-Singles   | KR1KR  | JP—JP |
| Top-10-Singles        | KR16KR | JP—JP |
| Singles in den Charts | KR64KR | JP2JP |

### Auszeichnungen für Musikverkäufe
Anmerkung: Auszeichnungen in Ländern aus den Charttabellen bzw. Chartboxen sind in ebendiesen zu finden.
| Land/RegionAuszeichnungen für Musikverkäufe (Land/Region, Auszeichnungen, Verkäufe, Quellen) | Gold  | Platin     | Verkäufe  | Quellen        |
| -------------------------------------------------------------------------------------------- | ----- | ---------- | --------- | -------------- |
| Japan (RIAJ)                                                                                 | Gold1 | —          | —         | riaj.or.jp     |
| Südkorea (KMCA)                                                                              | —     | 3× Platin3 | 2.500.000 | circlechart.kr |
| Insgesamt                                                                                    | Gold1 | 3× Platin3 |           |                |